# Clorur d'argent
El clorur d'argent és un compost inorgànic iònic de color blanc, constituït per cations argent(1+), {\displaystyle {\ce {Ag+}}}, i anions clorur, {\displaystyle {\ce {Cl-}}}, amb la fórmula química {\displaystyle {\ce {AgCl}}}. És una sal insoluble en aigua que descompon per acció de la llum i de la temperatura. Es troba en el mineral clorargirita.

## Preparació
El clorur d'argent es pot sintetitzar fàcilment combinant solucions aquoses de nitrat de plata, {\displaystyle {\ce {AgNO3}}} i clorur de sodi, {\displaystyle {\ce {NaCl}}}:
{\displaystyle {\ce {AgNO3_{(aq)}\; + \; NaCl_{(aq)}\; -> \; AgCl_{(s)}\; + \; NaNO3_{(aq)}}}}

## Estructura i propietats
El clorur d'argent cristal·litza en una estructura cúbica com la del clorur de sodi. Cada ió té un nombre de coordinació de 6, la qual cosa significa que cada catió {\displaystyle {\ce {Ag+}}} està envoltat de 6 anions {\displaystyle {\ce {Cl-}}} disposats al seu voltant ocupant els vèrtexs d'un octaedre. Passa igual amb els anions {\displaystyle {\ce {Cl-}}} que estan rodejats per 6 {\displaystyle {\ce {Ag+}}}.
Té un punt de fusió baix per tractar-se d'un compost iònic, només 455 °C enfront dels 800 °C del clorur de sodi. És una sal molt insoluble en aigua. El seu producte de solubilitat és molt baix, {\displaystyle {\ce {K_{s}=1,77\times 10^{-10}}}} a temperatura ambient, la qual cosa representa que només se'n dissolguin 1,9 mg per cada litre d'aigua. Es dissol fàcilment en presència d'anions clorur, {\displaystyle {\ce {Cl-}}}, cianur, {\displaystyle {\ce {CN-}}}i tiosulfat, {\displaystyle {\ce {S2O3^2-}}}, i d'amoníac, {\displaystyle {\ce {NH3}}}, formant complexos de coordinació segons les següents equacions:
{\displaystyle {\ce {AgCl_{(s)}\; + \; Cl^-_{(aq)}\; -> \; AgCl^{2-}_{(aq)}}}}{\displaystyle {\ce {AgCl_{(s)}\; + \; 2CN^-_{(aq)}\; -> \; Ag(CN)2^-_{(aq)}\; + \; Cl^-_{(aq)}}}}{\displaystyle {\ce {AgCl_{(s)}\; + \; 2 S2O3^{2-}_{(aq)}\; -> \; Ag[(S2O3)2]3^-_{(aq)}\; + \; Cl^-_{(aq)}}}}{\displaystyle {\ce {AgCl_{(s)}\; + \; 2 NH4OH_{(aq)}\; -> \; Ag[(NH3)2]^+_{(aq)}\; + \; Cl^-_{(aq)}\; + \; 2 H2O}}}
Per efecte de la llum el clorur d'argent es descompon en argent metàl·lic i clor. En pocs minuts d'exposició del clorur d'argent blanc a la llum solar s'observa que s'enfosqueix per la reducció del catió argent(1+) a argent metàl·lic de color gris. Al mateix temps es desprèn clor, un gas molt irritant si entra en contacte amb la pell i especialment amb l'aparell respiratori. La reacció és:
{\displaystyle {\ce {2AgCl ->[llum] 2Ag + Cl2}}}

## Aplicacions

### Fotoquímica

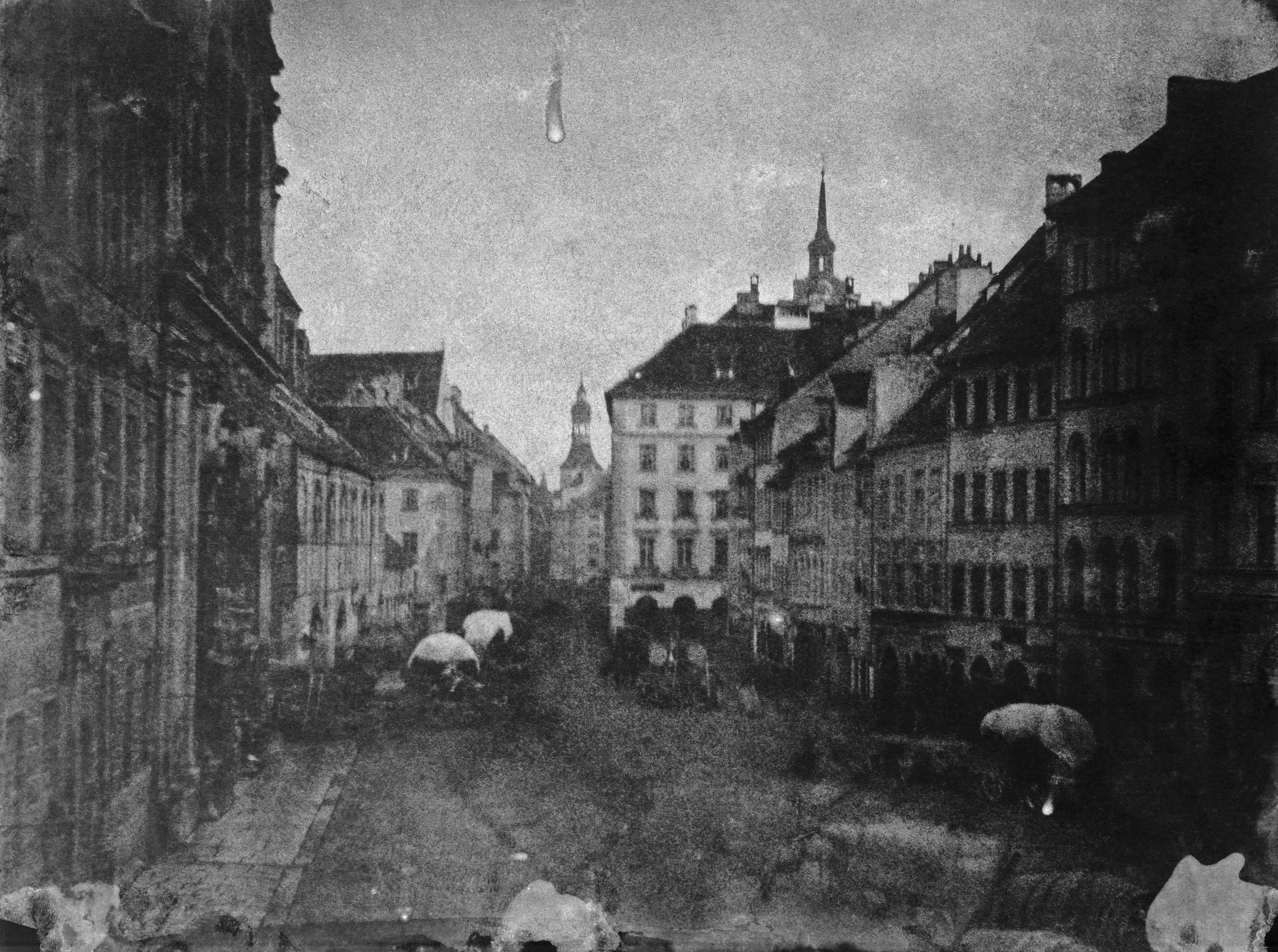
Fotografia de la Neuhauser Straße de Múnic realitzada el juliol de 1839 damunt d'un paper amb clorur d'argent

El clorur d'argent fou la primera substància emprada per la seva sensibilitat a la llum en els orígens de la fotografia a principis del segle xix i s'ha seguit emprant fins a l'adveniment de la fotografia digital en diferents suports juntament amb d'altres substàncies com ara el iodur d'argent. La mateixa propietat del clorur d'argent s'empra en les lents fotocròmiques. Són lents que s'enfosqueixen quan incideix sobre elles la llum solar. Aquestes lents es fabriquen afegint al vidre clorur d'argent i clorur de coure(I), {\displaystyle {\ce {CuCl}}}. En incidir la llum l'anió clorur, {\displaystyle {\ce {Cl^-}}}, s'oxida a monoclor, {\displaystyle {\ce {Cl}}}, i l'electró que perd permet reduir el catió argent(1+), {\displaystyle {\ce {Ag+}}}, a argent metàl·lic, {\displaystyle {\ce {Ag}}}, de color gris que ennegreix la lent reduint la seva transparència. Al mateix temps els cations coure(1+), {\displaystyle {\ce {Cu+}}} oxiden els clors a anions clorur|assant a cations coure(2+), {\displaystyle {\ce {Cu^2+}}}; que després oxiden l'argent a argent(1+). S'estableix un equilibri i les lents no s'enfosqueixen completament. Una vegada deixa d'incidir la llum predomina el segon procés i les lents recuperen la transparència.
Des de l'antiguitat s'ha emprat el clorur d'argent per acolorir els vidres de tons grocs, ambres i marrons. Aquests vidres acolorits han sigut emprats en la fabricació de vitralls, destacant els de les catedrals gòtiques. El clorur d'argent o el nitrat d'argent s'apliquen a la superfície del vidre i es fixen escalfant el vidre. També és molt conegut el seu ús en el cristall de Bohèmia.

### Química analítica
El clorur d'argent s'utilitza habitualment en els laboratoris de química analítica per a detectar la quantitat d'argent en una mostra, aprofitant la seva baixa solubilitat. I també en les valoracions de les concentracions de clorurs en aigües (mètode de Mohr, argentimetria).
Per a aplicacions d'espectroscòpia infraroja quan la sensibilitat a la humitat és un problema el clorur d'argent és un material útil. Els cristalls de {\displaystyle {\ce {AgCl}}} es deformen sota calor i pressió i es poden forjar en matrius per crear finestres i lents per a espectrògrafs. Un ús important és la fabricació de petites finestres cel·lulars disponibles per a espectroscòpia, conegudes com a mini-cèl·lules. Aquestes finestres tenen una depressió d'espessor controlat a la superfície. L'alt cost del clorur d'argent es compensa amb la facilitat de fabricació.

### Electroquímica

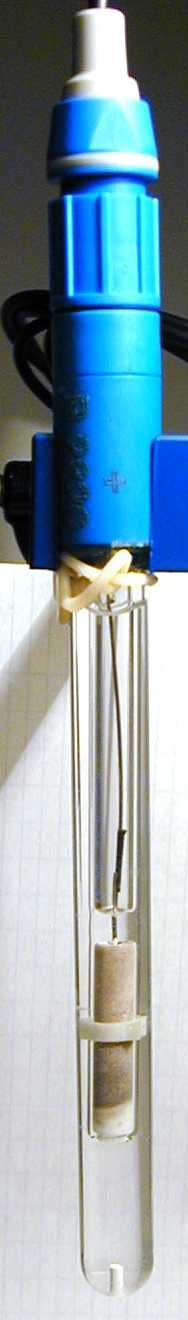
Elèctrode de referència Ag/AgCl

S'han dissenyat diferents tipus de piles que empren clorur d'argent: les de magnesi-clorur d'argent i les de zinc-clorur d'argent. En elles l'ànode és del magnesi o el zinc, i el càtode el clorur d'argent. Són bateries que s'activen en contacte amb l'aigua i tenen aplicacions en llums d'emergència d'equips i vehicles que estiguin en contacte amb l'aigua (boies, balisses, torpedes, mines marines, bengales, armilles salvavides, equips de comunicacions, etc.). Es poden emmagatzemar durant molt de temps però en entrar en contacte amb l'aigua es descarreguen.
En electroquímica s'empra sovint l'elèctrode d'argent-clorur d'argent que és un elèctrode de referència constituït per un fil d'argent metàl·lic, sobre el qual s'ha dipositat, tèrmicament o electrolítica, clorur d'argent i submergit en una dissolució de clorur de potassi saturada de clorur d'argent. És un elèctrode molt estable. La seva representació és:
{\displaystyle {\ce {Ag|AgCl(s),KCl(xM)\|}}}
La semireacció és:
{\displaystyle {\ce {AgCl(s) + e^- -> Ag(s) + Cl^-(aq)}}}
essent l'expressió del potencial a 25 °C:
{\displaystyle E=E^{0}+0{,}0592\log {\ce {[Cl^-]}}}
per tant el potencial només depèn de la concentració d'anions clorur. Normalment aquest elèctrode es prepara amb una dissolució saturada de clorur de potassi, essent el seu potencial a 25 °C de +0,197 V respecte de l'elèctrode estàndard d'hidrogen. L'elèctrode d'argent-clorur d'argent s'empra com elèctrode de referència conjuntament amb l'elèctrode de vidre en les mesures de pH en els pH-metres.

### Medicina
El clorur d'argent s'empra en medicina com a desinfectant i antisèptic i se'l pot trobar en productes antimicrobians, productes curatius per ferides, desodorants personals, tractament d'aigua, protecció de vidre, etc. El catió argent(1+) és el responsable de l'acció antibacteriana, ja que en reaccionar amb el ADN impedeix la reproducció. També s'empra com antídot per a l'enverinament per mercuri.